# Сертифицированный аудитор (CPA)
Сертифицированный бухгалтер (CPA) (англ. Certified Public Accountant) — сертификат специалиста в области финансового учёта, присваиваемый во многих англоязычных странах. Квалификация СРА является одной из самых престижных в области бухгалтерского учёта и финансов.

## CPA в США
CPA в Соединенных Штатах Америки является лицензией, позволяющей оказывать бухгалтерские, налоговые, и финансовые услуги непосредственно населению. Лицензия подтверждает профессиональные знания в области аудита, налогообложения, финансового учёта и отчётности. Лицензия выдается и регулируется властями штата и позволяет оказывать услуги в этом штате. Кроме того, практически каждый штат (49 из 50) имеет законы о "мобильности", разрешающие практику специалистов с лицензиями из других штатов. Конкретные требования для получения лицензии зависят от штата, однако минимальный набор требований включает в себя:
1. Успешную сдачу единого экзамена (Uniform Certified Public Accountant Examination)
2. Высшее профессиональное образование (Не менее 150 учебных кредитов, что, приблизительно, является аналогом степени Магистра)
3. Стаж работы по специальности (начальник обязан иметь CPA аккредитацию в  США) (Зависит от штата, но не менее 1 года)

Единый экзамен состоит из 4 частей:
- аудит;
- финансовый учёт и финансовая отчётность;
- налоги и право;
- деловая среда.

Проходной бал: 75 из 99.  Согласно статистике, с первого раза все 4 секции сдают лишь 10,17% кандидатов. Каждая часть длится 4 часа (без учета пятнадцатиминутного перерыва) и представляет собой комбинацию тестов и заданий.  Экзамен полностью компьютеризирован, «бумажной» версии нет. Сдавать его можно в 4 тестовых периода в год: с 1 января по 10 марта, с 1 апреля по 10 июня, с 1 июля по 10 сентября и с 1 октября по 10 декабря. Экзамены можно сдавать как на территории США, так и в Бахрейне, Бразилии, Кувейте, Японии, Ливане и Объединенных Арабских Эмиратах (ОАЭ). Каждый экзамен можно сдавать только один раз в течение одного тестового периода — кандидаты не могут пересдать один экзамен дважды в одном тестовом периоде. Все экзамены должны быть пройдены в течение 18 месяцев — иначе материал, сданный более полутора лет назад, придётся пересдавать.